# فرد كونيغ (مصارع)
فرد كونيغ (بالإنجليزية: Fred Koenig)‏ هو مصارع ‏ أمريكي، ولد في 11 أغسطس 1871 في ميزوري في الولايات المتحدة، وتوفي في 25 يناير 1950 في بلاند في الولايات المتحدة.

## وصلات خارجية
- فرد كونيغ على موقع أوليمبيديا (الإنجليزية)